# Marcel Duhamel
Marcel Duhamel (16 de julio de 1900 – 6 de marzo de 1977) fue un editor (creador de la Série noire literaria en Éditions Gallimard) y traductor de nacionalidad francesa, además de actor y guionista cinematográfico.

## Biografía
Duhamel nació en París, Francia. Tras su servicio militar, durante el cual tuvo en Estambul un encuentro decisivo para su vida con el poeta Jacques Prévert, se instaló en el barrio de Montparnasse y frecuentó un grupo de surrealistas, entre ellos el pintor Yves Tanguy y la mayor parte de los escritores de la década de 1930.
En 1928 tradujo su primera novela, Les Émeraudes sanglantes, de Raoul Whitfield. En esa época encadenó diversas pequeñas ocupaciones como las de modisto, decorador, jefe de plató en los estudios Pathé-Nathan, publicista, y editor de una revista de turismo (Voyage en France) durante dos años.
Tras traducir su segunda novela (Le Petit César de W. R. Burnett), trabajó para los estudios de la Tobis Klangfilm y adaptó los diálogos de más de un centenar de filmes estadounidenses. Paralelamente, trabajó en el cine en películas como L'affaire est dans le sac (de Pierre y Jacques Prévert, 1932), Le Dernier Milliardaire (de René Clair, 1934), o Le Crime de Monsieur Lange (de Jean Renoir, 1936).
Su encuentro con el dramaturgo Marcel Achard en 1944 fue determinante. Achard le dio a conocer dos novelas negras de Peter Cheyney. Entusiasmado, Marcel Duhamel las tradujo y propuso a Gallimard que las publicara en una colección de novelas. En octubre de 1945 creó la «Série noire (Serie negra)» dirigiendo la colección hasta el momento de su muerte en 1977, y popularizando de ese modo la novela negra americana.
Antes de ser editor, Duhamel fue traductor, especializado en la traducción de verdaderos americanos (Raymond Chandler, Dashiell Hammett) y también de falsos americanos, como era el caso de los británicos Peter Cheyney y James Hadley Chase . A Boris Vian le confió la traducción de Les Femmes s'en balancent (Ladies don't care), de Peter Cheyney y, más adelante, Boris tradujo dos Chandler. La afluencia de verdaderos y falsos americanos en la Série Noire: Terry Stewart (francés), John Amila (francés), Carter Brown (inglés), tuvo naturalmente una gran influencia sobre el futuro americano Vernon Sullivan.
En la década de 1940, Duhamel, gran aficionado al jazz, fue uno de los pilares de los sótanos del barrio parisino de Saint-Germain-des-Prés, una figura del mundo del papel, y un prestigioso personaje por su elegancia «real». 
En las décadas de 1950 y 1960 creó y animó otras colecciones literarias: «Série Blême» y «Panique» (Gallimard), «Oscar» (Denoël), «Haute tension» (ZED).
Al mismo tiempo seguía con la actividad de traductor, trabajando con obras de John Steinbeck, Ernest Hemingway, Richard Nathaniel Wright, Erskine Caldwell, Irwin Shaw y numerosos escritores de novela negra.
Adaptador al teatro de diferentes novelas (Pas d'orchidées pour Miss Blandish ; Du rififi chez les hommes, etc.), Marcel Duhamel también escribió una autobiografía: Raconte pas ta vie (Mercure de France, 1972).
Marcel Duhamel falleció en Saint-Laurent-du-Var en 1977.

## Filmografía

### Como actor
- 1931 : La Pomme de terre / Prix et profits, de Yves Allégret - corto -
- 1932 : Comme une carpe / Le muet de Marseille, de Claude Heymann - corto -
- 1932 : L'affaire est dans le sac, de Pierre Prévert
- 1933 : La Tête de veau, de Emil-Edwin Reinert - corto -
- 1933 : On déjeune à midi, de Emil-Edwin Reinert - corto -
- 1933 : Ciboulette, de Claude Autant-Lara
- 1934 : Por un perro chico, una mujer, de Santiago de La Concha
- 1934 : Un chien qui raccroche, de Santiago Ontañón y R. Soriano
- 1934 : L'Hôtel du libre échange,  de Marc Allégret
- 1934 : Le Dernier Milliardaire, de René Clair
- 1935 : Un oiseau rare / Les deux gagnants, de Richard Pottier
- 1935 : Le commissaire est bon enfant, le gendarme est sans pitié, de Jacques Becker y Pierre Prévert
- 1935 : Méfiez-vous des amis / Affaire garantie, de Michel Einert - corto -
- 1936 : Moutonnet, de René Sti
- 1936 : Le Crime de Monsieur Lange, de Jean Renoir
- 1936 : La vie est à nous, dirigida por Jean Renoir, Jean-Paul Le Chanois, Jacques Becker y otros
- 1936 : Les Gais lurons, de Paul Martin y Jacques Natanson
- 1937 : Drôle de drame, de Marcel Carné
- 1937 : L'Affaire du courrier de Lyon, de Maurice Lehmann y Claude Autant-Lara
- 1937 : Forfaiture, de Marcel L'Herbier
- 1937 : Le Gagnant / Amour et automobile, de Yves Allégret
- 1938 : J'étais une aventurière, de Raymond Bernard
- 1938 : Carrefour,  de Kurt Bernhardt
- 1938 : Les Gens du voyage, de Jacques Feyder
- 1939 : La Piste du nord, de Jacques Feyder
- 1939 : Le Dernier Tournant, de Pierre Chenal
- 1939 : L'Esclave blanche, de Marc Sorkin
- 1939 : Le Récif de corail, de Maurice Gleize
- 1940 : L'Émigrante, de Léo Joannon
- 1940 : Narcisse, de Ayres d'Aguiar
- 1941 : L'Embuscade, de Fernand Rivers
- 1941 : Remorques, de Jean Grémillon
- 1943 : Le Soleil a toujours raison, de Pierre Billon
- 1943 : Picpus, de Richard Pottier
- 1943 : Le Voyageur de la Toussaint,  de Louis Daquin
- 1958 : Paris mange son pain, de Pierre Prévert
- 1960 : Interpol contre X, de Maurice Boutel

### Como guionista
- 1953 : Cet homme est dangereux, de Jean Sacha

### Como director
- 1928 : Souvenirs de Paris / Paris express - corto, codirigido con Pierre Prévert
- 1959 : Paris la belle - corto, documental – codirigido con Pierre Prévert

## Teatro
- 1943 : Mais n'te promène donc pas toute nue !, de Georges Feydeau, escenografía de Alice Cocéa, Teatro des Ambassadeurs